# تأثير شوينجر

في وجود مجال كهربائي قوي وثابت، سيتم إنشاء الإلكترونات، e^{−}، والبوزيترونات e^{+}، تلقائيًا.

تأثير شوينجر هو ظاهرة فيزيائية متوقعة حيث يتم إنشاء المادة بواسطة مجال كهربائي قوي. يشار إليه أيضًا باسم تأثير آلية شوينجر أو إنتاج زوج شوينجر.

## نبذة
إنه تنبؤ للديناميكا الكهربية الكمية (QED) حيث يتم إنشاء أزواج الإلكترون والبوزيترون تلقائيًا في وجود مجال كهربائي، مما يتسبب في اضمحلال المجال الكهربائي. تم اقتراح هذا التأثير في الأصل من قبل فريتز سوتر في عام 1931 وقام فيرنر هايزنبرغ وهانز هاينريش يولر بعمل مهم آخر في عام 1936، على الرغم من أنه لم يقدم جوليان شفينجر وصفًا نظريًا كاملاً حتى عام 1951.

## الوصف
يحدث إنتاج زوج شوينجر في مجال كهربائي ثابت بمعدل ثابت لكل وحدة حجم، يشار إليه عادة {\displaystyle \Gamma }. تم حساب المعدل لأول مرة بواسطة شوينجر بالمعادلة:
{\displaystyle \Gamma ={\frac {(eE)^{2}}{4\pi ^{3}c\hbar ^{2}}}\sum _{n=1}^{\infty }{\frac {1}{n^{2}}}\mathrm {e} ^{-{\frac {\pi m^{2}c^{3}n}{eE\hbar }}}}